# Tušická Nová Ves
Tušická Nová Ves – wieś (obec) na Słowacji położona w kraju koszyckim, w powiecie Michalovce. Pierwsze wzmianki o miejscowości pochodzą z roku 1342. 
Według danych z dnia 31 grudnia 2012, wieś zamieszkiwało 556 osób, w tym 287 kobiet i 269 mężczyzn.
W 2001 roku rozkład populacji względem narodowości i przynależności etnicznej wyglądał następująco:
- Słowacy – 99,03%
- Czesi – 0,48%
- Ukraińcy – 0,16%

Ze względu na wyznawaną religię struktura mieszkańców kształtowała się w 2001 roku następująco:
- Katolicy rzymscy – 58,87%
- Grekokatolicy – 8,06%
- Ewangelicy – 4,35%[a]
- Prawosławni – 0,32%
- Ateiści – 0,48%
- Nie podano – 0,16%